# Le Marteau des sorcières (film)
Pour les articles homonymes, voir Le Marteau des sorcières.
Pour plus de détails, voir Fiche technique et Distribution.
Le Marteau des sorcières (Kladivo na čarodějnice) est un film dramatique tchécoslovaque écrit et réalisé par Otakar Vávra et sorti en 1970. Le film est tiré du roman Kladivo na čarodějnice (en) (1963) de Václav Kaplický.

## Synopsis
Dans les années 1670 en Moravie, un enfant de chœur remarque qu'une femme âgée dissimule le pain donné pendant la communion et en informe le prêtre, qui questionne la vieille femme. Elle admet qu'elle a pris le pain pour le donner à une vache afin de réactiver sa production de lait. Le prêtre rapporte l'incident au seigneur local qui, à son tour, en appelle à un inquisiteur spécialisé dans les procès de sorcellerie, Boblig von Edelstadt.
Boblig s'inspirant du livre Malleus Maleficarum (Marteau des sorcières), instruit une série de procès sans cesse plus nombreux, utilisant la torture dans ses interrogatoires. Cependant, un prêtre, Krystof Lautner, critique ces méthodes inhumaines, et un autre membre du clergé découvre qu'un grand nombre des femmes accusées  de sorcellerie et brûlées vives sur le bûcher sont en fait innocentes, et prie ouvertement pour que cessent ces procès.
Boblig se met à craindre Lautner, et l'une des accusées témoigne alors contre Lautner et sa cuisinière, Zuzana. Lautner est accusé d'avoir une cuisinière et de jouer du violon, deux pratiques non conventionnelles pour un ecclésiastique. Lautner répond que sa défunte mère avait engagé Zuzana, et qu'il l'a gardée parce que la jeune fille n'avait nulle part où aller. 
Les amis de Lautner, les Sattler, qui possèdent des biens qui pourraient être confisqués par le tribunal, sont contraints d'avouer qu'ils accompagnaient Lautner et Zuzana, pratiquaient la fornication et adoraient Lucifer. Sous la torture, Zuzana avoue. Lautner réfute que ses amis disent la vérité, tout en admettant qu'il a pris la virginité de Zuzana. En fin de compte, le tribunal estime que les 36 confessions obtenues l'emportent sur ses professions d'innocence et Lautner est forcé d'avouer. Boblig conclut qu'il est supérieur à tous les hommes ordinaires.

## Fiche technique
- Titre original : Kladivo na čarodějnice

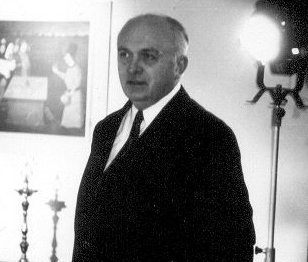
Le réalisateur Otakar Vávra.

- Titre français : Le Marteau des sorcières
- Réalisation : Otakar Vávra
- Scénario : Otakar Vávra, Ester Krumbachová, d'après le roman Kladivo na čarodějnice (en) de Václav Kaplický
- Photographie : Josef Illík
- Montage : Antonín Zelenka
- Musique : Jirí Srnka
- Pays d'origine : Tchécoslovaquie
- Langue originale : tchécoslovaque
- Format : couleur
- Genre : Drame
- Durée : 103 minutes
- Dates de sortie :
  -  Tchécoslovaquie : 23 janvier 1970

## Distribution
- Vladimír Šmeral : Boblig
- Elo Romancik  : Lautner
- Josef Kemr  : Ignác
- Sona Valentová  : Zuzana
- Blanka Waleská  : Countess de Galle
- Lola Skrbková  : Maryna
- Jiřina Štěpničková : Dorota Groerová
- Marie Nademlejnská  : Davidka
- Miriam Kantorková  : Tobiásová
- Eduard Cupák  : Parish Priest Schmidt
- Martin Ruzek  : évêque
- Lubor Tokoš : Sattler
- Miloš Willig : Dr Mayer
- Ilja Prachař : Reeve